# Exosphrantis
Exosphrantis é um gênero de traça pertencente à família Agonoxenidae.